# Ben Nicholson
Ben Nicholson (Denham, Buckinghamshire, 10 de abril de 1894 - Londres, 6 de febrero de 1982) fue un pintor y escultor inglés. Su padre, sir William Nicholson, fue un famoso retratista, cartelista y escenógrafo.

## Orígenes y formación
Ben Nicholson hijo de los pintores Sir William Nicholson y Mabel Pryde, era hermano de la artista Nancy Nicholson, el arquitecto Christopher Nicholson y Anthony Nicholson. Su abuela materna Barbara Pryde (de soltera Lauder) era sobrina de los famosos hermanos artistas Robert Scott Lauder y James Eckford Lauder. La familia se mudó a Londres en 1896. Nicholson fue educado en la Tyttenhangar Lodge Preparatory School, Seaford, en Heddon Court, Hampstead y luego como interno en la Escuela Gresham, Holt, Norfolk. 
Se formó como artista en Londres en la Slade School of Fine Art entre 1910 y 1911, donde fue contemporáneo de Paul Nash, Stanley Spencer, Mark Gertler y Edward Wadsworth. Según Nash, con quien formó una estrecha amistad, Nicholson pasó más tiempo durante su año en Slade jugando al billar que pintando o dibujando, ya que la formalidad abstracta del tapete verde y las relaciones constantemente cambiantes de las bolas eran, afirmó más tarde, de más atractivo para su sentido estético.

## Vida personal

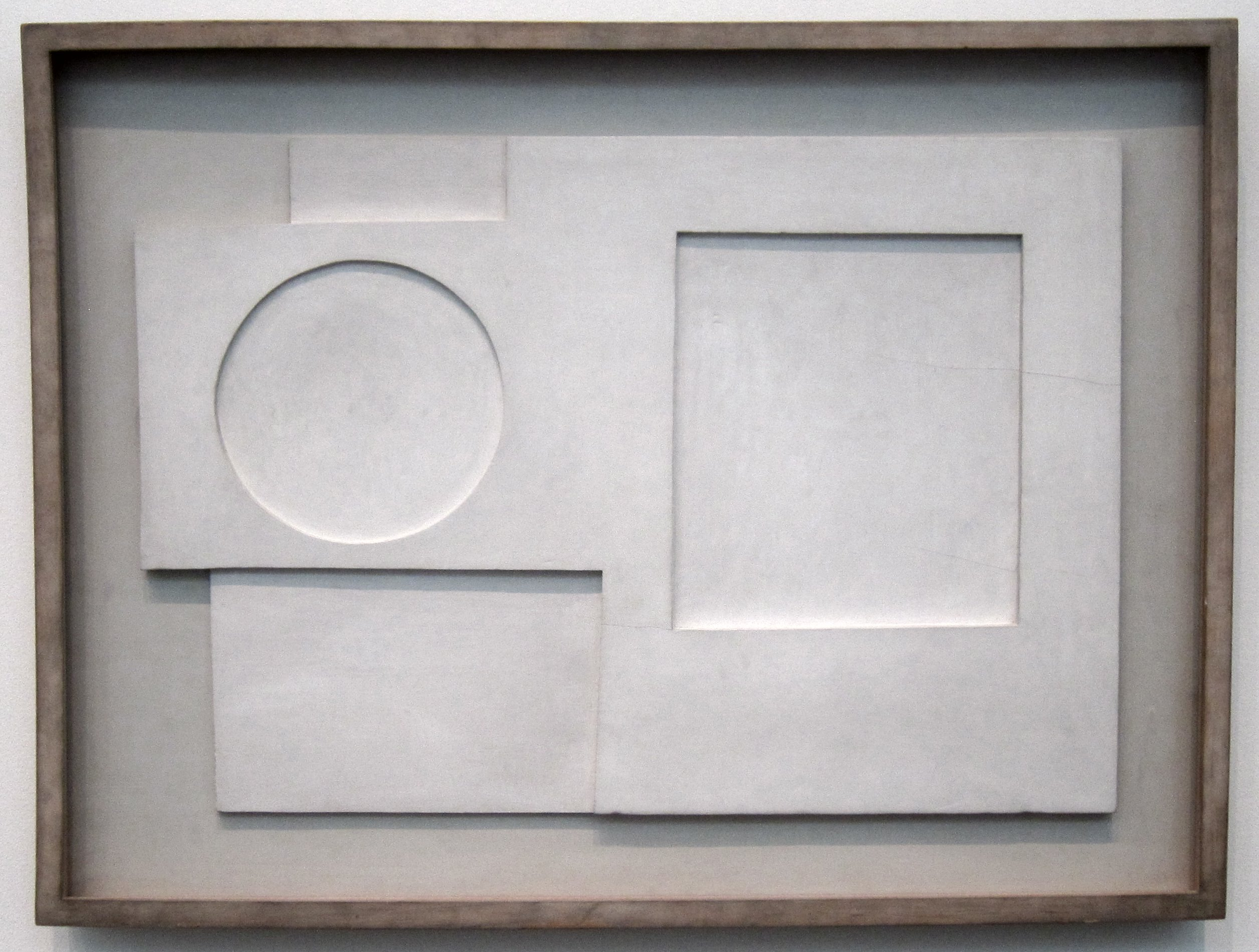
'1934 (relief)' por Ben Nicholson, Tate Modern

Nicholson se casó tres veces. Su primer matrimonio fue con la pintora Winifred Roberts; tuvo lugar el 5 de noviembre de 1920 en la iglesia de St. Martin-in-the-Fields, en Londres. Nicholson y Winifred tuvieron tres hijos: un hijo, Jake, en junio de 1927; una hija, Kate (que luego también se convirtió en pintora), en julio de 1929; y un hijo, Andrew, en septiembre de 1931. Se divorciaron en 1938. Su segundo matrimonio fue con la artista Barbara Hepworth el 17 de noviembre de 1938 en la Oficina de Registro de Hampstead. Nicholson y Hepworth tuvieron trillizos, dos hijas, Sarah y Rachel, y un hijo, Simon, en 1934. Se divorciaron en 1951. El tercer y último matrimonio fue con Felicitas Vogler, una fotógrafa alemana. Se casaron en julio de 1957 y se divorciaron en 1977.

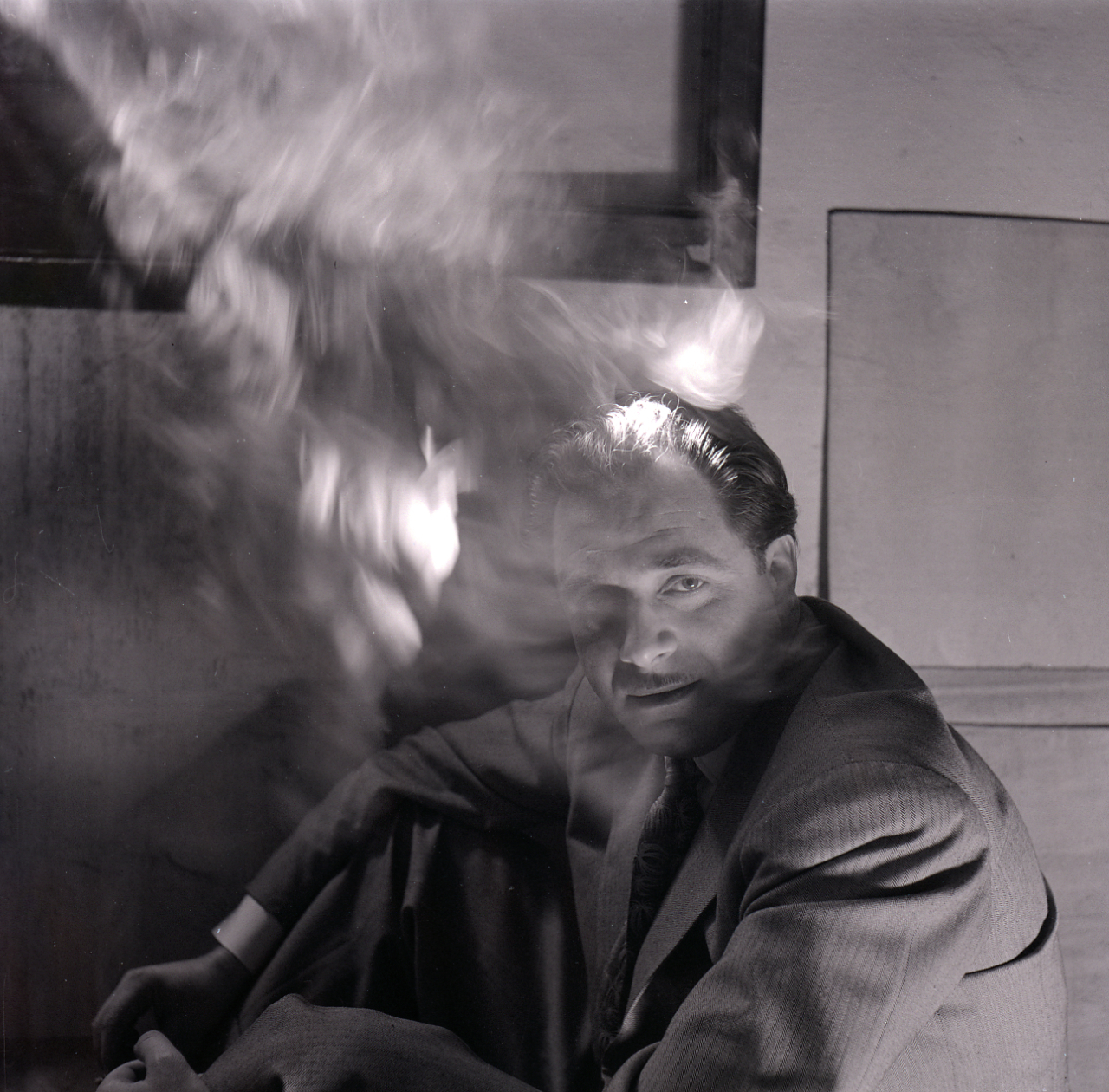
Ben Nicholson fotografiado por Paolo Monti en 1960, Brissago, Suiza.

## Trayectoria artística
Su primer trabajo notable fue después de una reunión con el dramaturgo JM Barrie en vacaciones en Rustington, Sussex, en 1904. Como resultado de esta reunión, Barrie utiliza un dibujo de Nicholson como la base para un cartel para su obra Peter Pan; su padre William diseñó algunos de los decorados y trajes.
Nicholson fue eximido del servicio militar de la Primera Guerra Mundial debido al asma. Viajó a Nueva York en 1917 para una operación de amígdalas, a continuación, visitó otras ciudades de Estados Unidos, volviendo a Gran Bretaña en 1918. Antes de su regreso, la madre de Nicholson murió en julio de la gripe de 1918 y su hermano Anthony Nicholson murió en acción.

De 1920 a 1933 estuvo casado con la pintora Winifred Nicholson y vivió en Londres. Después de la primera exposición de Nicholson de obras figurativas en Londres en 1922, su obra comenzó a estar influida por el cubismo sintético y más tarde por el estilo primitivo de Rousseau. En 1926 fue nombrado presidente de la Sociedad Siete y Cinco.

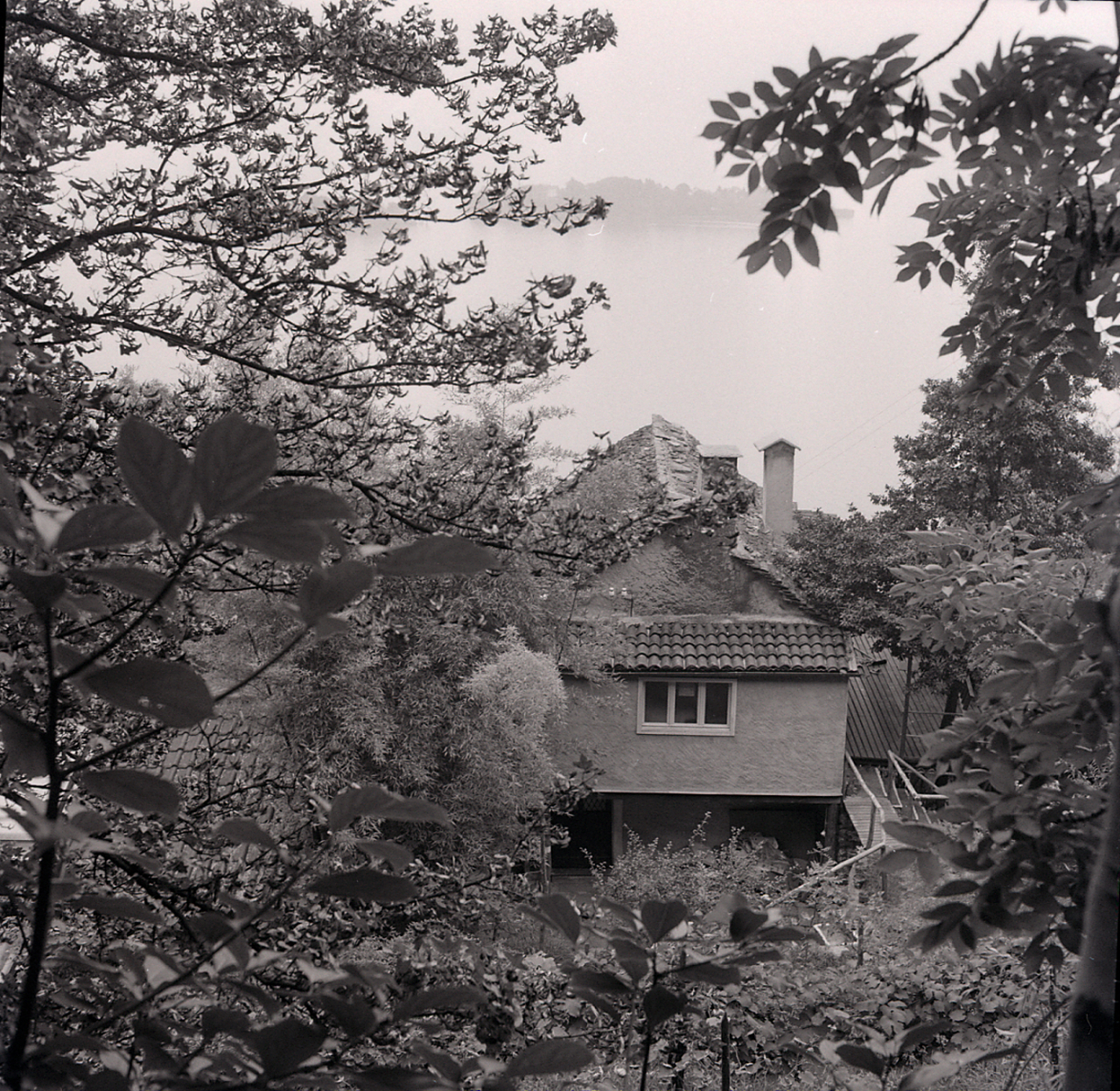
Estudio de Ben Nicholson. Foto por Paolo Monti.

En Londres, Nicholson conoció a los escultores Barbara Hepworth (con la que estuvo casado desde 1938 hasta 1951) y Henry Moore. En las visitas a París conoció a Mondrian, cuyo trabajo en el estilo neoplástico influyó en él para llevarlo a una dirección abstracta, y Picasso, cuyo cubismo también encontraría su camino en su trabajo. Su don, sin embargo, fue la capacidad de incorporar estas tendencias europeas en un nuevo estilo que era reconocidamente suyo. Visitó por primera vez St. Ives, Cornualles, en 1928 con su colega pintor Christopher Wood, donde conoció al pescador y pintor Alfred Wallis. En París en 1933 hizo su primer relieve en madera, White Relief, que contenía solo ángulos rectos y círculos. Después llevó a cabo una serie de bajorrelieves de formas geométricas elementales pintados de blanco o en tonos grises, como por ejemplo Relieve blanco (1935, Tate Gallery, Londres) y Relieve pintado (1939, Museo de Arte Moderno, Nueva York).
En 1937 fue uno de los editores de Circle, una influyente monografía sobre el constructivismo. Él creía que el arte abstracto debería ser disfrutado por el público en general, como lo muestra el Nicholson Wall, un mural que creó para el jardín de Sutton Place en Guildford, Surrey. Nicholson se mudó a St Ives en 1939 y vivió en Trezion, Salubrious Place, durante 19 años. En 1943 se unió a la Sociedad de Artistas de St. Ives.
Ganó el prestigioso Premio Carnegie en 1952 y en 1955 se exhibió una exposición retrospectiva de su obra en la Tate Gallery de Londres. En 1956 ganó el primer premio internacional de pintura Guggenheim y en 1957 el premio internacional de pintura en la Bienal de Arte de São Paulo.
Nicholson se casó con la fotógrafa Felicitas Vogler en 1957 y se mudó a Castagnola, Suiza, en 1958. En 1968 recibió la Orden del Mérito Británica (OM). En 1971 se separó de Vogler y se mudó a Cambridge. En 1977 se divorciaron.
El último hogar de Nicholson fue en Pilgrim's Lane, Hampstead. Murió allí el 6 de febrero de 1982 y fue cremado en Golders Green Crematorium el 12 de febrero de 1982.
Algunas de las obras de Nicholson se puede ver en la Tate Gallery, la Tate St Ives, la Galería de Arte Kettle Yard en Cambridge, el Hepworth Wakefield, y el Centro de Artes Pier en Stromness, Orkney. El 1 de noviembre de 2011 se fijó un récord de subasta para este artista de 1.650.500 dólares en Christie's, de Nueva York, para el Septiembre del 53 (Baleares), un óleo y lápiz sobre lienzo. Su pintura Fiddle and Spanish Guitar, en óleo y grava en masonite, se vendió por 3.313.000 de euros por Christie's en París el 27 de septiembre de 2012.